# Zulfija Zabirowa
Zulfija Chasanowna Zabirowa (ros. Зульфия Хасановна Забирова, ur. 19 grudnia 1973 w Taszkencie) – rosyjska kolarka szosowa i torowa, mistrzyni olimpijska i pięciokrotna medalistka szosowych mistrzostw świata.

## Kariera
Pierwszy sukces w karierze Zulfija Zabirowa osiągnęła w 1990 roku, kiedy zdobyła brązowy medal w indywidualnym wyścigu na dochodzenie podczas mistrzostw świata juniorów. Pięć lat później wystartowała na igrzyskach olimpijskich w Atlancie, gdzie zwyciężyła w indywidualnej jeździe na czas, bezpośrednio wyprzedzając Francuzkę Jeannie Longo oraz Kanadyjkę Clarę Hughes. Na tych samych igrzyskach zajęła ponadto szóste miejsce w wyścigu ze startu wspólnego. W tej samej konkurencji zdobyła również pięć medali na szosowych mistrzostwach świata; kolejno srebrne na MŚ w San Sebastián w 1997 roku (za Jeannie Longo) i MŚ w Valkenburgu w 1998 roku (za Leontien van Moorsel z Holandii), złoty podczas MŚ w Zolder w 2002 roku oraz brązowe na MŚ w Hamilton w 2003 roku i MŚ w Weronie w 2004 roku. W tym czasie brała także udział w igrzyskach w Sydney oraz igrzyskach w Atenach, ale bez sukcesów. W 2005 roku uzyskała obywatelstwo Kazachstanu i od tej pory startowała w reprezentacji tego kraju. W barwach nowej ojczyzny wystąpiła między innymi na igrzyskach olimpijskich w Pekinie w 2008 roku, zajmując dziewiąte miejsce w jeździe na czas i dziesiąte ze startu wspólnego. Poza tym zwyciężała między innymi w Chrono des Herbiers w latach 1997-1999 i 2002, Tour des Flandres w 2004 roku oraz Tour de Berne i Trophée d'Or w 2006 roku. W latach 1996 i 2000 była wicemistrzynią Rosji, a w latach 2005-2008 zdobyła osiem złotych medali na szosowych mistrzostwach Kazachstanu. W 2006 roku zdobyła także srebrny medal w indywidualnej jeździe na czas na igrzyskach azjatyckich w Doha.